# OSI
|  | Per a altres significats, vegeu «Open Source Initiative». |

Open Systems Interconnect (OSI) és el protocol de referència d'Interconnexió de Sistemes Oberts (OSI) llançat el 1984 i va ser el model de xarxa descriptiu creat per l'ISO (Organització internacional per a l'estandardització), definit en set capes, cada una amb la seva funció. Va proporcionar als fabricants un conjunt d'estàndards que van assegurar una major compatibilitat i interoperabilitat entre els diferents tipus de tecnologia de xarxa produïts per les empreses a escala mundial.
Així doncs, la idea de crear el Model OSI va sorgir després que la ISO portés a terme una investigació en la matèria. Llavors, ISO es va proposar determinar el conjunt general de regles aplicables a totes les xarxes.

## Nivells OSI

### Nivell 7: Aplicació
(anglès: application layer)
Descripció: Ofereix funcions de comunicació al Programari. Exemples: Transmissió de dades, Correu electrònic, Login remot.
Protocols més comuns: FTP, TelNet, SMTP, HTTP, LDAP
Per a més informació, vegeu: Capa d'aplicació.

### Nivell 6: Presentació
(anglès: presentation layer)
Descripció: Converteix les dades d'un sistema en concret (per exemple ASCII) en un altre independent. De manera que diferents sistemes puguin canviar dades correctament. Tasques de compressió de dades i d'encriptació pertanyen en aquest nivell.
Per a més informació, vegeu: Capa de presentació

### Nivell 5: Sessió
(anglès: session layer)
Descripció: S'encarrega de la comunicació entre dos sistemes. Per evitar que s'interrompi la sessió, aquest nivell posa a disposició diferents serveis per a sincronitzar l'intercanvi de dades. Entre d'altres s'utilitzen punts fixos (Check Points) perquè la connexió de transport pugui ser altre cop restablerta sense haver d'enviar altre cop les dades des del principi.
Protocols més comuns: RPC (Remote Procedure Call)
Per a més informació, vegeu: capa de sessió

### Nivell 4: Transport
(anglès: transport layer)
Descripció: Segmentació de paquets de dades i evita la congestió d'aquestes. (anglès: congestion avoidance)
Protocols més comuns: TCP, UDP, SCTP
Per a més informació vegeu: capa de transport

### Nivell 3: Xarxa
(anglès: network layer)
Descripció: S'encarrega d'activar connexions i de reenviar paquets de dades. Una de les tasques més importants és la de crear i actualitzar la taula de Ruta. Adreces de xarxa pertanyen a aquest nivell.
Maquinari: Router, Layer-3-switch
Protocols més comuns: IP, IPSec, ICMP
Per més informació, vegeu: capa de xarxa

### Nivell 2: Enllaç de dades
(anglès: data link layer)
Descripció: La tasca d'aquest nivell és de garantir la transmissió segura i sense errors. Per aquest motiu el flux de bits són dividits en blocs, on aquests són enumerats i s'afegeix un Control de redundància cíclica (CRC) 
Els blocs que s'hagin perdut o siguin erronis es poden tornar a demanar. Aquests blocs també s'anomenen trames de xarxa.
Maquinari: Bridge, Switch
Protocols més comuns: IEEE 802.11 (WLAN), IEEE 802.4 (Token Bus), ARP
Per a més informació vegeu: capa d'enllaç de dades

### Nivell 1: Física
(anglès: physical layer)
Descripció: Funcions mecàniques i elèctriques per a la connexió i desconnexió, enviament i recepció de bits (valors 1 o 0). Aquestes poden ser senyals elèctrics, ones electromagnètiques (WLAN), etc.
Maquinari: Modem, Hub, Repeater
Per a més informació, vegeu: capa física

## Tipus de serveis definits en OSI

### Serveis orientats a la connexió
Són serveis que requereixen l'establiment inicial d'una connexió i la ruptura o alliberament final d'aquesta. Entre la connexió i l'alliberament es produïx l'intercanvi de dades d'usuari, els blocs de dades es reben en la destinació seguint el mateix ordre que es van emetre en l'origen.
Tots els paquets segueixen la mateixa ruta, l'aconseguida en l'establiment de la connexió, per tant, els paquets de dades no necessiten especificar l'adreça de destinació 

### Serveis sense connexió
Proporcionen capacitats de comunicació sense necessitat de realitzar una connexió amb el destinatari, l'emissor envia paquets de dades al receptor confiant que la xarxa tindrà suficient intel·ligència per a conduir les dades per les rutes adequades, cada paquet ha de dur l'adreça de destinació.
hi ha diversos tipus de serveis sense connexió:
- Servei de datagrames sense confirmació → L'emissor no necessita confirmació del receptor.
- Servei de datagrama amb confirmació → El receptor envia confirmacions a l'emissor.
- Servei de petició i resposta → és un servei propi de gestió interactiva basat que a cada petició li segueix una resposta.

## Alguns exemples de stacks

### Protocols petició/resposta
| Capa        | HTTP consultes | SUN RPC  | XML-RPC  | SOAP RPC  |
| ----------- | -------------- | -------- | -------- | --------- |
| Aplicació   | ...            | NFS/...  | ...      | ...       |
| Presentació | HTML           | XDR      | XML      | XML       |
| Sessió      | HTTP           | RPC      | HTTP     | SOAP+HTTP |
| Transport   | TCP            | TCP/UDP  | TCP      | TCP       |
| Xarxa       | IP             | IP       | IP       | IP        |
| Enllaç      | ETH2/...       | ETH2/... | ETH2/... | ETH2/...  |
| Física      | ETH1/...       | ETH1/... | ETH1/... | ETH1/...  |

### Protocols xarxa TDM veu
| Capa        | Senyalització veu | Xarxes intelligents |
| ----------- | ----------------- | ------------------- |
| Aplicació   | ISUP              | INAP CS1 INAP CS2   |
| Presentació | TLV (parcialment) | ASN.1               |
| Sessió      |                   | TCAP                |
| Transport   |                   | (assumida pel SCCP) |
| Xarxa       | MTP3              | SCCP+MTP3           |
| Enllaç      | MTP2              | MTP2                |
| Física      | MTP1              | MTP1                |

### Protocols VoIP
| Capa        | veu                 | video       | Senyalització |
| ----------- | ------------------- | ----------- | ------------- |
| Aplicació   | ...                 | ...         |               |
| Presentació | G.711 G.729 G.723.1 | H.263 H.261 | SDP           |
| Sessió      | RTP                 | RTP         | SIP           |
| Transport   | UDP                 | UDP         | TCP/UDP       |
| Xarxa       | IP                  | IP          | IP            |
| Enllaç      | ETH2/...            | ETH2/...    | ETH2/...      |
| Física      | ETH1/...            | ETH1/...    | ETH1/...      |